# Lỗ Nguyên Công chúa
Lỗ Nguyên công chúa (chữ Hán: 鲁元公主; ? - 187 TCN), còn gọi là Lỗ Nguyên Thái hậu (魯元太后) là một Hoàng nữ và là Công chúa thời Tây Hán. Bà là Đích trưởng nữ, là con gái duy nhất của Hán Cao Tổ Lưu Bang và Lữ hậu. Ngoài ra, bà còn là chị ruột của Hán Huệ Đế Lưu Doanh và là sinh mẫu của Hiếu Huệ Trương Hoàng hậu, chính thê của Hán Huệ Đế.

## Cuộc đời

### Xuất thân
Lỗ Nguyên công chúa không rõ năm sinh và tên thật là gì. Theo sử sách ghi lại, bà là trưởng nữ của Lữ hậu - người được xác định sinh năm 241 TCN, em trai bà Hán Huệ Đế Lưu Doanh được xác định sinh khoảng năm 210 TCN. Con gái bà là Trương thị được gả làm chính thê của Hán Huệ Đế, như vậy bà hơn Hán Huệ Đế khá nhiều tuổi.
Khi Lưu Bang đảm nhiệm Đình trường, thường xuyên xin nghỉ về nhà. Có một lần, Lã Trĩ cùng hai đứa nhỏ ở đồng ruộng làm cỏ, có một ông lão đi ngang qua, muốn chút nước uống, Lã Trĩ bèn mời ông lão ăn cơm. Ông lão nhìn Lã Trĩ, bèn nói: "Bà là người đại quý khắp thiên hạ". Sau đó, Lã Trĩ mời ông lão xem tướng cho hai đứa nhỏ, ông lão nhìn Lưu Doanh mà nói:"Đức bà sở dĩ hiển quý, chính là nhờ vào đứa bé trai này!", ông lão nhìn sang con gái, cũng nói đây là quý tướng.

### Hành trạng
Năm 205 TCN, diễn ra trận Bành Thành. Quân Hán bị Sở vương Hạng Vũ đánh tan tành.
Lưu Bang thua to, bỏ chạy, gia quyến bị thất lạc. Trên đường tìm cha, Lưu Bang gặp chị em Lưu Doanh. Thủ hạ thân tín là Hạ Hầu Anh đưa chị em Lưu Doanh lên xe ngồi cùng Lưu Bang. Quân Sở đuổi gấp phía sau, Lưu Bang sợ nhiều người ngồi thì xe nặng sẽ đi chậm không thoát được, nên đẩy cả hai con xuống. Hạ Hầu Anh đang đánh xe, vội nhảy xuống dắt hai chị em lên xe đi tiếp. Đi được một đoạn, Lưu Bang lại sợ bị quân Sở bắt, cuống cuồng đẩy con xuống lần nữa. Theo Sử ký, việc đó lặp lại ba lần. Hạ Hầu Anh nhẫn nại cả ba lần dừng ngựa, xuống kéo hai chị em lên xe và van xin Lưu Bang không bỏ con, ông mới thôi việc đó. Cuối cùng cha con Lưu Bang cũng thoát được sự truy đuổi của quân Sở.
Năm Hán thứ 7 (200 TCN), Hàn vương Tín tạo phản. Trận Bạch Đăng xảy ra, Lưu Bang bị Hung Nô vây khốn, quân sư là Lưu Kính kiến nghị dâng con gái của Lưu Bang cho Thiền vu, kỳ vọng công chúa có thể giữ gìn mối liên hôn chính trị giúp nhà Hán. Khi hay tin ấy, mẹ của Lỗ Nguyên là Lữ hậu phản đối quyết liệt, ngày đêm khóc thút thít, công chúa mới tránh khỏi cảnh gả xa này, mà Lưu Bang thay bằng một tông thất nữ khác.
Về sau, bà được gả cho Triệu vương Trương Ngao, sinh được con gái là Trương thị, sau được gả cho cậu mình là Hán Huệ Đế làm Hoàng hậu, theo ý muốn của Lữ Thái hậu. Triệu vương Trương Ngao, cùng cha là Trương Nhĩ theo nhà Hán từ năm 206 TCN, có thể xác định bà lấy Trương Ngao từ thời điểm này, khi chưa tới 20 tuổi, Trương thị được gả cho Hán Huệ Đế khi mới khoảng hơn 10 tuổi. Năm Hán thứ 9 (198 TCN), Trương Ngao bị truất ngôi Triệu vương, giáng làm Tuyên Bình hầu (宣平侯).
Năm Hán Huệ Đế thứ 2 (193 TCN), Tề vương Lưu Phì đến triều kiến. Hán Huệ Đế cùng ăn tiệc và uống rượu với Tề vương Lưu Phì trước mặt Lữ Thái hậu, vì ông cho rằng Lưu Phì là anh nên để ngồi ghế trên theo lễ những người trong nhà. Thái hậu nổi giận, bèn sai rót hai chén thuốc độc đặt trước mặt mình, sai Lưu Phì chúc thọ. Khi Lưu Phì đứng dậy, Huệ Đế cũng đứng dậy nâng chén muốn cùng chúc thọ với Lưu Phì. Thái hậu sợ quá, thân hành đứng dậy hắt chén rượu của Huệ Đế. Thấy hành động của Thái hậu, Lưu Phì lấy làm lạ, do đó không dám uống, giả vờ say đi ra. Khi hỏi, Lưu Phì biết đó là thuốc độc nên sợ hãi, tự cho rằng không thể ra khỏi Trường An nên rất lo lắng. Quan nội sử của Lưu Phì tên là Sĩ nói:"Thái hậu chỉ có một mình Hoàng đế và Lỗ Nguyên công chúa. Nay Đại vương có hơn 70 thành, mà Công chúa chỉ có vài thành, nếu Đại vương quả thực đem một quận dâng cho Thái hậu để làm ấp tắm gội của Công chúa, thì Thái hậu thế nào cũng mừng rỡ và Đại vương cũng không lo ngại gì". Lưu Phì thấy có lý, lại sợ Lữ Thái hậu giận nên dâng cho Lỗ Nguyên công chúa thành Thành Dương quận (城陽郡; nay thuộc khu vực tỉnh Sơn Đông) để làm thực ấp, cũng tôn làm Thái hậu. Lữ Thái hậu mừng rỡ bằng lòng, bèn đặt tiệc rượu ở cung riêng của Tề vương, sau khi uống chén rượu vui vẻ, Thái hậu cho Tề vương trở về nước mình.
Năm Lữ Thái hậu nguyên niên (187 TCN), Lỗ Nguyên công chúa qua đời, không rõ bao nhiêu tuổi, thụy làm Thái hậu. Trong Sử ký chính nghĩa, có đề cập đến mộ của Lỗ Nguyên công chúa hiện an táng tại phía tây bắc huyện Hàm Dương.

## Phong hiệu Lỗ Nguyên
Về phong hiệu Lỗ Nguyên, đến nay vẫn có khá nhiều lý giải không thống nhất.
Có thuyết nói, ba năm sau khi Lỗ Nguyên công chúa qua đời (184 TCN), Tuyên Bình hầu Trương Ngao chồng bà mất, người con là Trương Yển (張偃) được Lữ Thái hậu phong làm Lỗ vương, được tặng thụy là Lỗ Nguyên vương (鲁元王). Chính vì lẽ đó, bà với tư cách là mẹ của Lỗ Nguyên vương, được gọi theo thuỵ hiệu là [Lỗ Nguyên công chúa; 魯元公主]. Nhưng thuyết này nói là sai lầm, Trương Yển thời Hán Văn Đế bị phế làm [Nam Cung hầu; 南宫侯], thụy là Cộng (共), cũng chưa từng thấy việc có đề cập thụy là Lỗ Nguyên vương bao giờ. Tuy vậy, không hiểu vì lý do gì mà Trương Yển ở Sử ký khá nhiều lần được gọi là Lỗ Nguyên vương, như bản kỷ của Lữ Thái hậu có ghi: ["Cao hậu vi ngoại tôn Lỗ Nguyên vương Yển niên thiếu"; 高后为外孙鲁元王偃年少]. Học giả đời Thanh là Lương Ngọc Thằng (梁玉绳) giải thích, chữ "Nguyên" ý là "Sơ", là "Đầu tiên", đây ý chỉ việc Trương Yển từng được phong làm Lỗ vương, và cũng là vị Lỗ vương duy nhất, nên ghi như vậy.
Học giả đời Đông Hán là Phục Kiền (服虔) có giải thích: [Nguyên, Trưởng dã; 元，长也], ý nói bà khi ấy là Trưởng công chúa, thực ấp ở nước Lỗ, ý phải là [Lỗ Quốc Trưởng công chúa; 魯國長公主]. Còn học giả thời Đông Ngô là Vi Chiêu (韋昭) lại giải thích: [Nguyên, Ích dã; 元，谥也].
Bởi vì tư liệu lịch sử khuyết thiếu, thời Tây Hán tiến hành phong Công chúa như thế nào thực sự không thể khảo chi tiết được. Từ khi con gái Hán Văn Đế là Lưu Phiếu được sách phong, phong hiệu của Công chúa đều là [Mỗ mỗ công chúa], mà Mỗ mỗ chính là tên huyện mà vị Công chúa ấy được tấn phong.